# Aasted
Aasted ApS er en dansk producent af maskiner til fremstilling af chokoladeprodukter med hovedkvarter i Farum. Deres kunder er bagerier, chokoladevirksomheder og konfekturevirksomheder. Aasted blev etableret i 1917 og er ejet af familien Aasted i 3. generation.
Virksomheden har 484 ansatte (2024). I regnskabsåret 2023/24 omsatte de for 1,087 mia. kroner.